# 中国共产党青海省委员会
中国共产党青海省委员会，简称中共青海省委，是中国共产党在青海省的领导机关。
中共青海省委由中国共产党青海省代表大会选举产生，在代表大会闭会期间，执行中国共产党中央委员会的指示和中国共产党青海省代表大会的决议，领导青海省的工作，定期向中国共产党中央委员会报告工作。目前，吴晓军担任该委员会书记，罗东川、刘奇凡担任该委员会副书记。

## 职责
根据《中国共产党地方委员会工作条例》，中国共产党地方委员会主要实行政治、思想和组织领导，承担下列职能：
1. 对本地区重大问题作出决策。
2. 通过法定程序使党组织的主张成为地方性法规、地方政府规章或者其他政令。
3. 加强对本地区宣传思想文化工作的领导，牢牢掌握意识形态工作领导权、话语权。
4. 按照干部管理权限任免和管理干部，向地方国家机关、政协组织、人民团体、国有企事业单位等推荐重要干部。
5. 支持和保证人大、政府、政协、法院、检察院、人民团体等依法依章程独立负责、协调一致地开展工作，发挥这些组织中党组的领导核心作用。
6. 加强对本地区群团工作和统一战线工作的领导。
7. 动员、组织所属党组织和广大党员，团结带领群众实现党的目标任务。

## 历届组成人员

### 历届省委书记
（省委第一书记）
- 張仲良（1949年09月－1954年05月）
- 高　峰（1954年05月－1961年08月）
- 王　昭（1961年08月－1962年11月）
- 楊植霖（1962年11月－1966年05月）
- 劉賢權（1967年08月－1977年02月）
- 谭启龙（1977年02月－1979年12月）
- 梁步庭（1979年12月－1982年12月）
- 赵海峰（1982年12月－1985年07月）
- 尹克升（1985年07月－1997年03月）
- 田成平（1997年03月－1999年06月）
- 白恩培（1999年06月－2001年10月）
- 苏　荣（2001年10月－2003年08月）
- 赵乐际（2003年8月－2007年3月）
- 强　卫（2007年3月－2013年3月）
- 骆惠宁（2013年3月 - 2016年6月）
- 王国生（2016年6月 - 2018年3月）
- 王建军（2018年3月 - 2022年3月）
- 信长星（2022年3月 - 2023年1月）
- 陈刚（2023年1月-2024年12月）
- 吴晓军（2024年12月-）

### 历届省委
第十一届省委（2007年5月27日 - 2012年5月）
- 书记：强卫
- 副书记：宋秀岩（女）、骆惠宁
- 常务委员：李津成、仁青加（藏族）、穆东升（回族）、曲青山、王秦丰、沈何、王建军、李鹏新、李炳仁、徐福顺、多杰热旦（藏族）

第十二届省委（2012年5月-2017年5月）
- 书记：强卫（-2013年3月）、骆惠宁（2013年3月-2016年6月）、王国生（2016年6月-）
- 副书记：骆惠宁（-2016年6月）、王建军、郝鹏（2013年4月-2016年12月）、刘宁（2017年4月-）
- 常务委员：强卫（-2013年3月）、骆惠宁（-2016年6月）、王建军、穆东升（回族）（-2013年1月）、徐福顺（-2013年5月）、骆玉林（-2015年12月）、吉狄马加（彝族）（-2015年4月）、多杰热旦（藏族）（-2013年2月）、齐玉（-2013年5月）、王小青（-2015年5月）、苏宁（女）（-2015年5月）、武玉德（-2014年7月）、毛小兵（-2014年4月，因严重违纪被查）、旦科（藏族）（-2016年11月）、王令浚（2012年12月-2015年4月）、郝鹏（2013年4月-2016年12月）、张光荣（2013年6月-2017年1月）、王晓（2013年5月-）、马顺清（回族）（2014年7月-2017年3月）、李松山（2014年8月-）、张建民（2015年4月-2016年10月）、王予波（2015年4月-）、张西明（2015年5月-）、胡昌升（2015年6月-）、王晓勇（2016年2月-）、王国生（2016年6月-）、公保扎西（藏族）（2016年12月-）、刘宁（2017年4月-）、滕佳材（2017年4月-）、王宇燕（女）（2017年4月-）

第十三届省委（2017年5月-2022年5月）
- 书记：王国生（-2018年3月）、王建军（2018年3月-2022年3月）、信长星（2022年3月-）
- 副书记：王建军（-2018年3月）、刘宁（-2020年6月）、信长星（2020年7月-2022年3月）、吴晓军（2021年4月-）、訚柏（纳西族）（2022年4月-）
- 常务委员：王国生（-2018年3月）、王建军（-2022年3月）、刘宁（-2020年6月）、王晓（-2020年12月）、公保扎西（藏族，-2022年1月）、滕佳材（-2021年12月）、张西明（-2020年3月）、王予波（-2019年6月）、胡昌升（-2017年7月）、严金海（藏族，-2020年7月）、王宇燕（女）（-2021年9月）、于丛乐、马吉孝（回族）、曲新勇（2018年1月-2020年4月）、訚柏（纳西族）（2018年9月-）、李杰翔（2019年9月-2022年4月，因严重违纪被查）、陈瑞峰（2020年7月-）、信长星（2020年7月-）、刘格平（2021年1月-）、王黎明（2021年2月-）、吴晓军（2021年4月-）、赵月霞（女）（2021年7月-）、汪洋（2022年2月-）、王卫东（2022年3月-）、王大南（2022年4月-）

第十四届省委（2022年5月至今）
- 书记：信长星（-2023年1月）、陈刚（2023年1月-2024年12月）、吴晓军（2024年12月-）
- 副书记：吴晓军（-2024年12月）、訚柏（纳西族）（-2022年7月）、劉奇凡（2023年12月-）、罗东川（2024年12月-）
- 常务委员：信长星（-2023年1月）、吴晓军、訚柏（纳西族）（-2022年7月）、陈瑞峰（-2023年3月）、王卫东、汪洋（-2024年1月）、赵月霞（女）、才让太（藏族）、王大南、王林虎（-2024年11月）、乌拉孜别克·热苏力汗（哈萨克族）、班果（藏族）、朱向峰（土族）、衣述强（2022年11月-）、陈刚（2023年1月-2024年12月）、杨发森（2023年5月-2024年10月，因严重违纪被查）、刘奇凡（2023年12月-）、刘美频（2024年4月-）、何錄春（2024年12月-）、张锦刚（2024年12月-）、罗东川（2024年12月-）

## 机构设置
根据《青海省机构改革方案》，中国共产党青海省委员会设置工作机关11个，工作机关管理的机关（副厅级）2个。中共青海省委设置下列机构：
- 中共青海省委办公厅

### 职能部门
- 中共青海省委组织部
- 中共青海省委宣传部
- 中共青海省委统一战线工作部
- 中共青海省委政法委员会
- 中共青海省委社会工作部

（省委办公厅挂省档案局牌子；省委组织部挂非公有制经济组织和社会组织工作委员会、省公务员局牌子；省委宣传部挂省政府新闻办公室、省新闻出版局（省版权局）、省电影局牌子；省委统一战线工作部挂省政府侨务办公室牌子。）

### 办事机构
- 中共青海省委政策研究室
- 中共青海省委网络安全和信息化委员会办公室
- 中共青海省委机构编制委员会办公室
- 中共青海省委巡视工作领导小组办公室
- 中共青海省委老干部局

（省委全面深化改革委员会办公室设在省委政策研究室。省委全面依法治省委员会办公室设在省司法厅。省委国家安全委员会设在省委办公厅。省委财经委员会办公室设在省委政策研究室。省委外事工作委员会办事挂省人民政府对外联络办公室牌子。省委审计委员会办公室设在省审计厅。省委教育工作领导小组秘书组设在省教育厅。省委农村工作领导小组办公室设在省农业农村厅。网络安全和信息化委员会办公室挂省互联网信息办公室牌子。省委军民融合发展委员会办公室挂省国防科技工业局牌子。）

### 派出机关
- 中共青海省委直属机关工作委员会

（省委教育工作委员会与省教育厅合署办公，不计入机构限额。）

### 直属事业单位
- 中共青海省委党校
- 《青海日报》社
- 青海社会主义学院
- 中共青海省委党史研究室
- 青海省档案馆

（省委党校挂青海行政学院牌子。青海社会主义学院挂青海中华文化学院牌子。省委党史研究室挂省地方志办公室牌子。）

### 工作机关管理的机关
- 中共青海省委保密委员会办公室，由省委办公厅管理。
- 中共青海省委机要局，由省委办公厅管理。

（省委保密委员会办公室挂省国家保密局牌子。省委机要局挂省国家密码管理局牌子。）